# 一條次郎
一條 次郎（いちじょう じろう、1974年2月-）は、日本の小説家。

## 人物・経歴
山形大学人文学部卒業。
2015年、『レプリカたちの夜』で第2回新潮ミステリー大賞を受賞。
2022年、『チェレンコフの眠り』で第35回山本周五郎賞候補。

## 作品リスト

### 単行本
- 『レプリカたちの夜』（2016年1月 新潮社 / 2018年10月 新潮文庫）
- 『ざんねんなスパイ』（2018年8月 新潮社 / 2021年8月 新潮文庫）
  - 〈対談 伊坂幸太郎✕一條次郎〉最高にふざけた、最高に面白い小説（初出：「波」2018年9月号）-文庫のみ
- 『動物たちのまーまー』（2020年3月 新潮文庫）
  - テノリネコ（初出：「小説すばる」2017年8月号）
  - アンラクギョ（初出：「小説新潮」2017年1月号）
  - 貝殻プールでまちあわせ（初出：「小説新潮」2018年12月号）
  - 採って穫って盗りまくれ（初出：「小説新潮」2016年2月号）
  - まぼろしの地球音楽（初出：「小説新潮」2019年12月号）
  - ヘルメット・オブ・アイアン（初出：「小説新潮」2019年10月号）
  - ベイシー伯爵のキラー入れ歯（初出：「小説すばる」2018年4月号）
- 『チェレンコフの眠り』（2022年2月 新潮社 / 2024年10月 新潮文庫）

### 雑誌掲載作品
- 『まーまーのまーまー』（初出：「波」2020年3月号）
  - 新潮社公式ホームページにて無料公開[4]。
- 『夜のヒッチハイク』（初出：「小説新潮」2021年12月号）
- 『ビーチで海にかじられて』（初出：「小説新潮」2022年12月号）
  - 『雨の中で踊れ 現代の短篇小説 ベストコレクション2023』（2023年9月、文藝春秋）に再録
- 『長いともだち』（初出：「小説新潮」2023年12月号）

### エッセイ・コラムなど
- 『a day in my life』（初出：「小説すばる」2017年4月号）